# Міланська політехніка

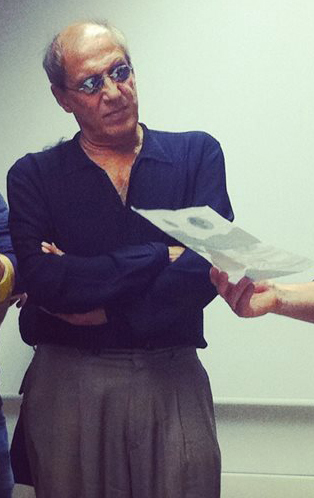
Адріано Челентано на лекції в Міланському політехнічному університеті (2013)

Міланська політехніка (італ. Politecnico di Milano) — державний вищий навчальний заклад науково-технічного спрямування, створений 1863 року в Мілані. Найбільший технічний університет Італії. У ньому навчаються близько 39 000 студентів.
Основні навчальні напрямки — інженерія, архітектура та дизайн. Університет присвоює ступені laurea (бакалавр, трирічне навчання), laurea specialistica (магістр, дворічне навчання) і dottorato di ricerca (PhD).
У 2009 році Міланська політехніка зайняла 57-е місце в світовому рейтингу інженерно-технічних університетів (Engineering and Information Technology) за версією QS Quacquarelli Symonds Limiteds — агентства, що спеціалізується в галузі вищої освіти і співпрацює з Times Higher Education. Університет налічує близько 38 000 студентів.

## З історії
Політехнічний інститут був заснований 29 листопада 1863 з ініціативи Товариства заохочення мистецтв та ремесел. Оригінальна назва — «Вищий технічний Інститут». Очолив виш математик Франческо Бріоші. Спочатку пропонувався тільки курс інженерії. У 1865 р. Політех закінчили перші 25 випускників.

## Організація вишу
Інститут налічує шість відділень на території Ломбардії та одне в Емілії-Романьї.
Головний корпус знаходиться в Мілані на площі Леонардо да Вінчі (район Città Studi), поблизу Campus Leonardo. Другий міланський корпус знаходиться поблизу кампусу Бовіза (в однойменному районі міста).
Інші регіональні відділення є в Комо, Лекко, Кремоні, Мантові та П'яченці. У минулому політехнічний інститут був розташований на вулиці Vecchio Politecnico («старий політех»). Дійсний ректор — професор Джованні Адзоне, також є 6 проректорів і 9 делегатів.
Функціонують 16 департаментів:
- Архітектура та проектування (італ. Dipartimento di Architettura e Pianificazione)
- Біоінженерія (італ. Dipartimento di Bioingegneria)
- Хімія, матеріали та хімічна інженерія (італ. Dipartimento di Chimica, Materiali e Ingegneria Chimica)
- Електроніка та інформатика (італ. Dipartimento di Elettronica e Informazione)
- Електротехніка (італ. Dipartimento di Elettrotecnica)
- Енергія (італ. Dipartimento di Energia)
- Фізика (італ. Dipartimento di Fisica)
- Промисловий дизайн (італ. Dipartimento di Industrial Design, Arti, Comunicazione e Moda (INDACO)
- Авіаційно-космічна техніка (італ. Dipartimento di Ingegneria Aerospaziale)
- Оргінізація і керування промисловим виробництвом (італ. Dipartimento di Ingegneria Gestionale)
- Гідротехніка, навколишнє середовище і інфраструктура (італ. Dipartimento di Ingegneria Idraulica, Ambientale, Infrastrutture Viarie, Rilevamento)
- Проектування будівель і споруд (італ. Dipartimento di Ingegneria Strutturale)
- Математика (італ. Dipartimento di Matematica)
- Механіка (італ. Dipartimento di Meccanica)
- Архітектурне планування (італ. Dipartimento di Progettazione dell'Architettura)

## Міжнародні проекти
Його школа бізнесу входить в число 100 найкращих у світі. Особливу увагу в університеті приділяється міжнародним проектам для іноземних студентів. Міланський технічний університет пропонує програми магістерської підготовки, спеціально розроблені для іноземних студентів: дворічні програми, навчання за якими ведеться повністю англійською мовою і на які приймаються особи, які мають ступінь бакалавра. В результаті навчання студенти отримують конкретну сучасну кваліфікацію в певній спеціальній області. Обмежене число студентів може розраховувати на отримання стипендії, що покриває витрати з навчання в магістратурі Міланського технічного університету.

## Відомі випускники
- Гає Ауленті — італійська архітекторка і дизайнерка
- Джіо Понті — італійський архітектор і дизайнер
- Ренцо Піано — італійський архітектор
- Джуліо Натта — італійський хімік-органік